# (25678) Ericfoss
(25678) Ericfoss est un astéroïde de la ceinture principale d'astéroïdes.

## Description
(25678) Ericfoss est un astéroïde de la ceinture principale d'astéroïdes. Il fut découvert le 5 janvier 2000 à Socorro (Nouveau-Mexique) par le projet LINEAR. Il présente une orbite caractérisée par un demi-grand axe de 2,39 UA, une excentricité de 0,07 et une inclinaison de 6,3° par rapport à l'écliptique.

## Compléments